# Elmo Hope
Elmo Sylvester Hope fue un pianista y compositor norteamericano de jazz, nacido en Nueva York el 27 de junio de 1923, y fallecido en la misma ciudad, el 19 de mayo de 1967.

## Historial
De origen antillano, residente en Harlem, era amigo de la infancia de Bud Powell y se iniciaron juntos en el piano clásico. A partir de 1938 comienza a dar recitales de música clásica para piano, aunque en su entorno social, y debido a los prejuicios raciales, era difícil hacer una carrera como concertista, por lo que se inició en el jazz. Durante los años 1940, mientras sus amigos Bud Powell y Thelonious Monk se situaban en el centro de la escena evolutiva del jazz, Elmo permaneció en la sombra, tocando en clubs de baile del Bronx y Greenwich Village, junto al trombonista Leo Mosley. Después se enrola en varias giras con la banda de Joe Morris, donde coincide con Johnny Griffin, Percy Heath y Philly Joe Jones. Estos últimos serán sus acompañantes en su primer disco (Blue Note Records, 1953). Tocará después con Clifford Brown, Jackie McLean y Sonny Rollins.
En 1957, tras haber grabado una sesión con Donald Byrd y John Coltrane, entre otros, se traslada a San Francisco (California), donde vuelve a encontrarse con Rollins y con Scott LaFaro. Establecido en Los Ángeles, Elmo graba con Harold Land y realiza giras con Chet Baker y, más tarde, con Pepper Adams, Red Mitchell y Dupree Bolton. En 1961 realiza nuevas grabaciones y protagoniza una extensa entrevista en Down Beat, en la que expresa su frustración por no poder realizar una música más avanzada. Tras varias estancias en prisión por tráfico de estupefacientes, vuelve a Nueva York y graba con Blue Mitchell, Percy y Jimmy Heath, Frank Foster y Philly Joe Jones. Estas grabaciones, junto con las que realizó con Coltrane y Byrd en 1956, se publican por Milestone como un doble LP titulado The All-Stars Sessions. En 1966 realiza su última aparición, debiendo ser hospitalizado poco después por una neumonía. Fallece un año más tarde, como consecuencia de una crisis cardíaca.